# Katherine Harley

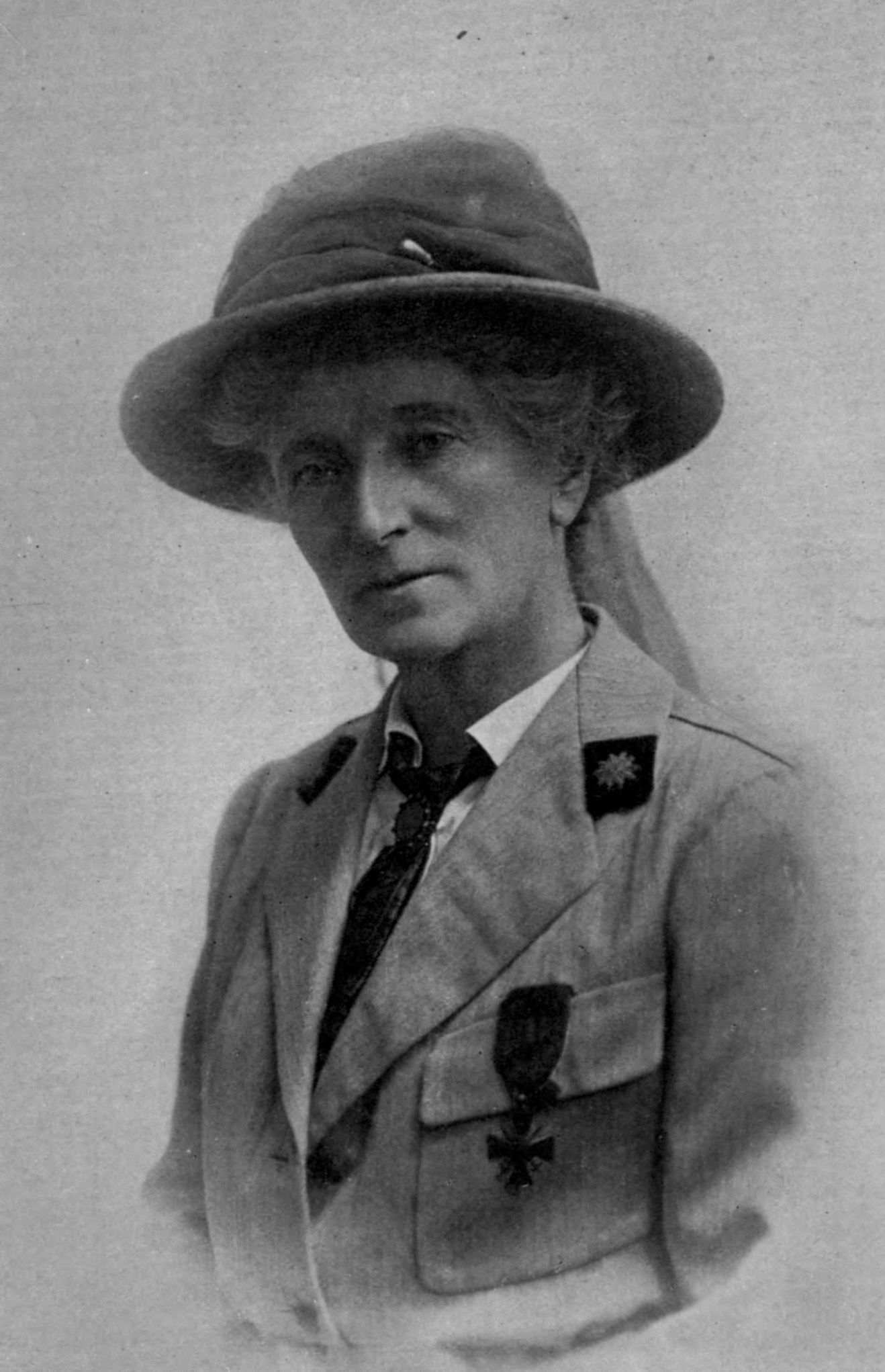
Katherine Harley, circa 1917

Katherine Mary Harley (* 3. Mai 1855 in Kent, England; † 7. März 1917 in Bitola, Nordmazedonien) war eine britische Suffragistin und organisierte 1913 die National Union of Women's Suffrage Societies die Great Pilgrimage. Während des Ersten Weltkriegs half sie bei der Gründung und Organisation des Frauennotdienstes.

## Leben und Werk
Harley war eines der sieben Kinder von Margaret French und John Tracy William French, einem Kommandanten der Royal Navy aus Irland. Sie war die Schwester von Charlotte Despard und Feldmarschall John French, 1. Earl of Ypres. Ihr Vater starb vor ihrer Geburt und ihre Mutter wurde 1867 wegen psychischer Leiden in eine Anstalt eingesperrt. Harley wurde auf ein Internat geschickt und reiste dann nach Indien zu ihrer Schwester Maggie. Dort lernte sie Colonel George Ernest Harley kennen und heiratete ihn. Etwas mehr als ein Jahr später wurde in Indien ihr erstes Kind geboren. Zurückgekehrt nach England bekam sie einen Sohn und eine weitere Tochter.
Nach dem Tod ihres Mannes 1907 wurde sie politisch aktiv. Bis 1910 war sie Poor Law Guardian und Mitglied der West Midland Federation of The National Union of Women’s Suffrage Societies (NUWSS). Innerhalb von drei Jahren wurde sie Präsidentin der Shropshire Society der NUWSS und engagierte sich ebenfalls in der Church League for Women’s Suffrage.
Sie initiierte 1913 den Great Pilgrimage, einen Marsch von Frauen aus siebzehn Städten im ganzen Land zum Hyde Park in London. Die Idee war, deutlich zu machen, dass diese Frauen in ihrem Wahlkampf nicht militant und friedlich waren. Anfang 1914 gehörte Harley zu den Gründerinnen der Active Service League.

## Einsatz im Ersten Weltkrieg

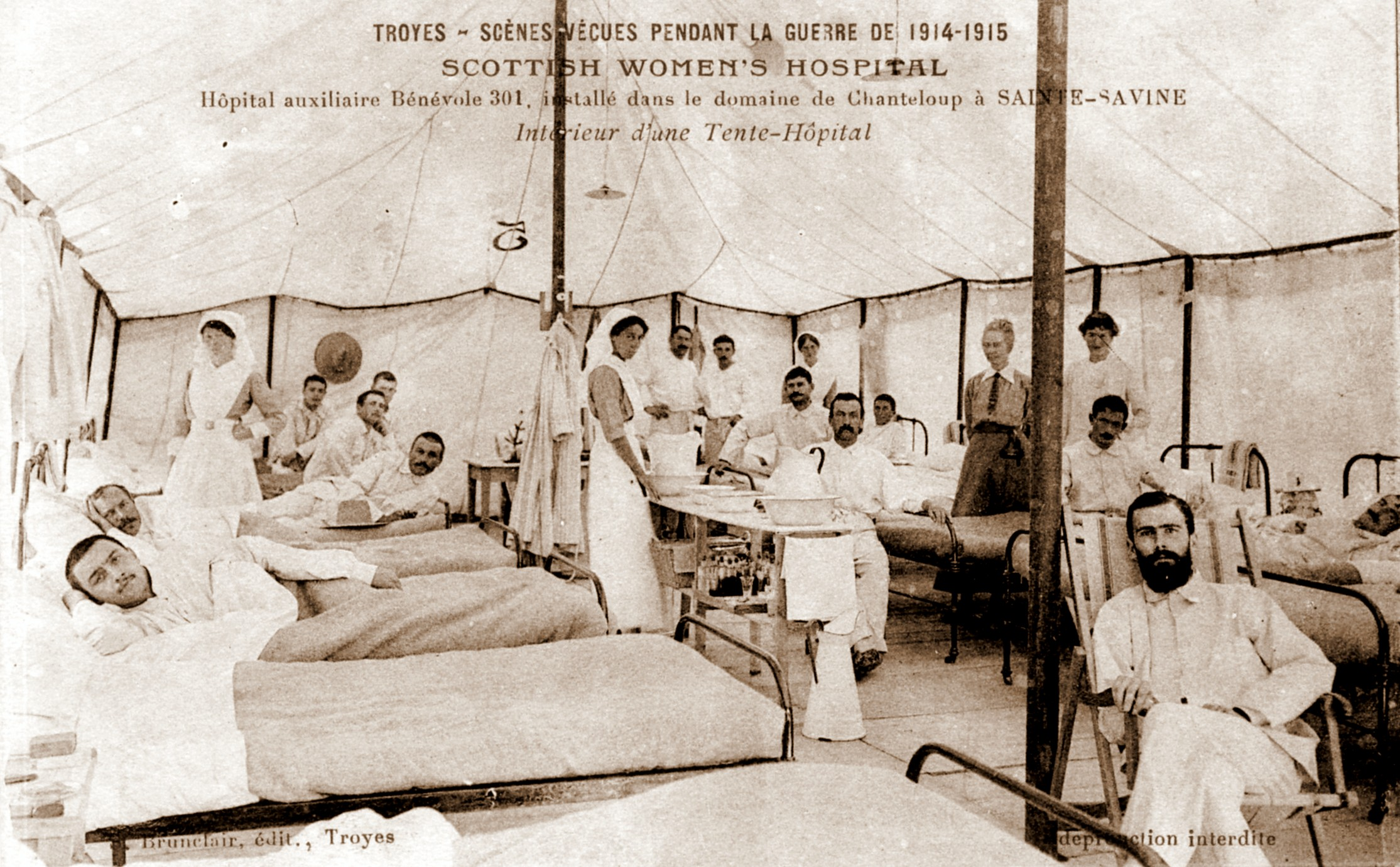
Am 28. Juli 1915 aufgenommenes Foto im Hilfskrankenhaus 301, das sich auf dem Anwesen Chanteloup in Sainte-Savine befand. Eine der zehn Postkarten der Sammlung von Sauveur Brunclair

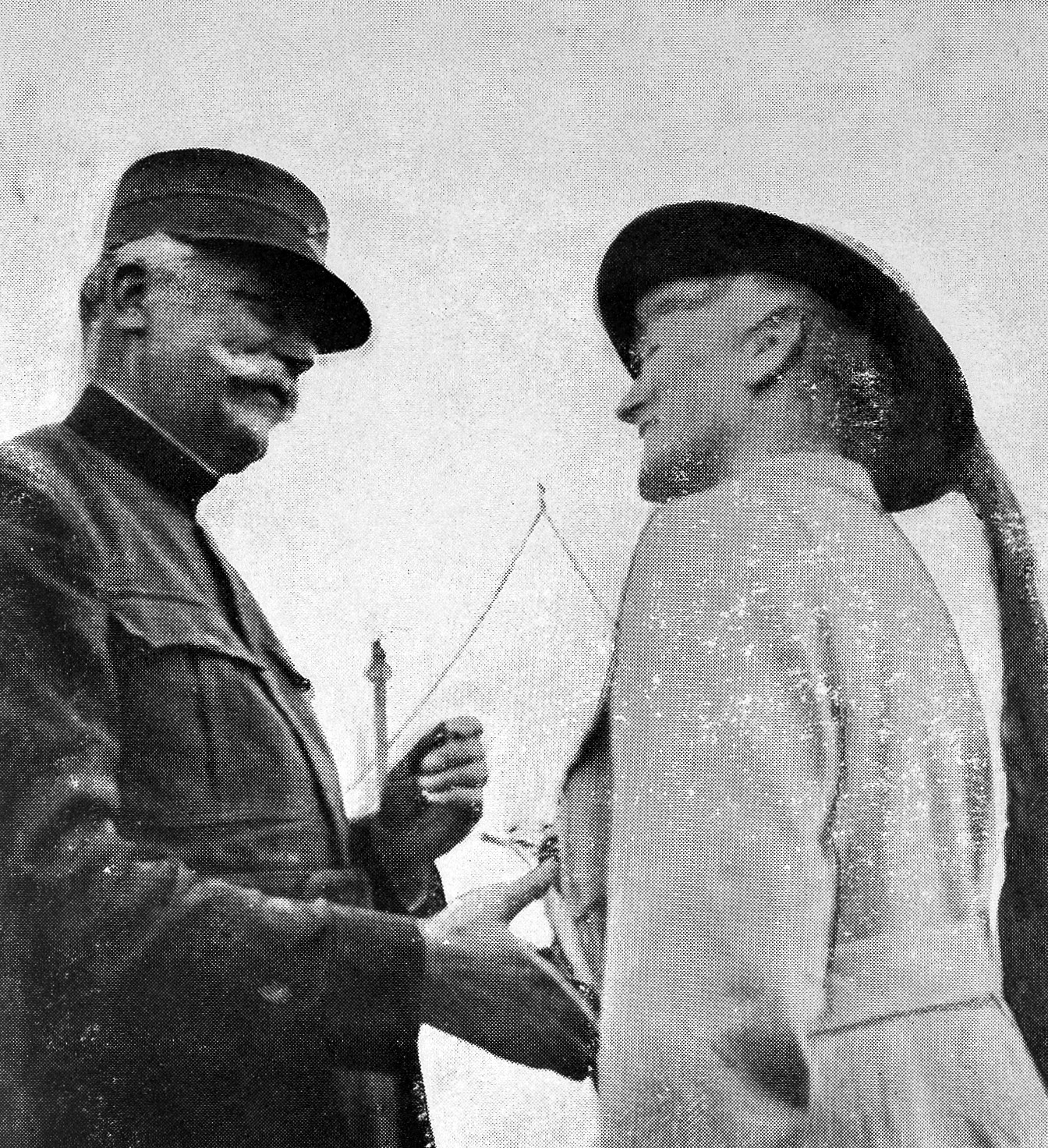
K. M. Harley wird mit dem Croix de Guerre ausgezeichnet

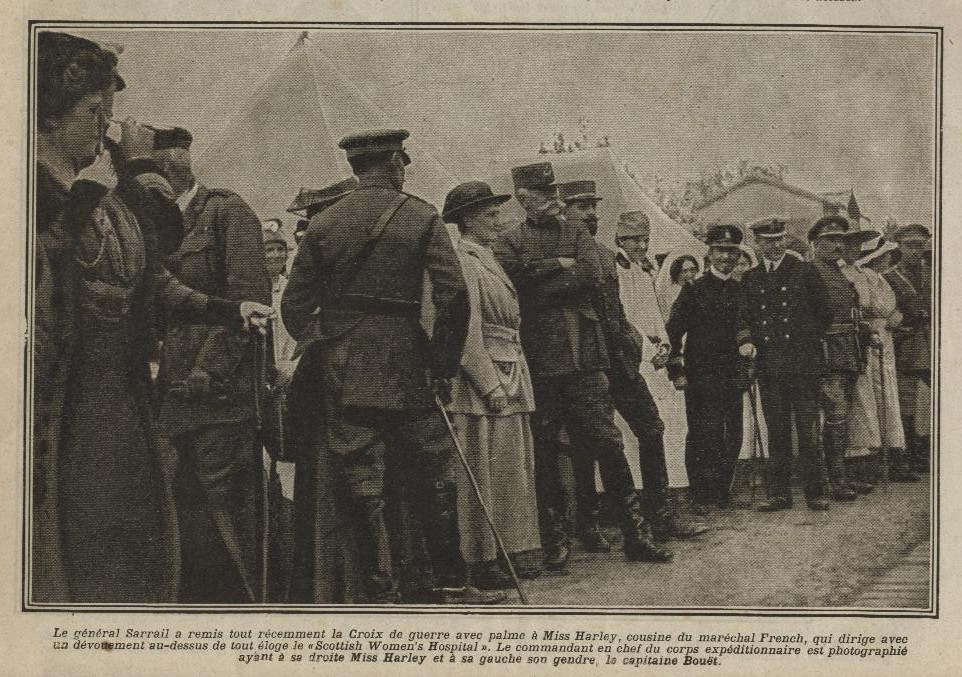
K. Harley in Thessaloniki

1914 meldete sich Harley freiwillig, um als Krankenschwester in Frankreich bei den Scottish Women’s Hospitals for Foreign Service zu dienen. Sie war von Januar bis April 1915 Direktorin des Krankenhauses in der Abbaye de Royaumont, 40 Kilometer nördlich von Paris und leitete dann von Juni bis Oktober 1915 das unter Zelten installierte Krankenhaus in der Domaine de Chanteloup, Sainte-Savine, in der Nähe von Troyes.
Im Oktober 1915 wurde die Einheit nach Thessaloniki versetzt und reiste mit dem Zug nach Marseille. Von dort segelten sie nach Griechenland. In einer stillgelegten Seidenraupenfabrik wurden rund um die Fabrik Zelte aufgestellt und innerhalb von zwei Wochen konnte das Krankenhaus Verwundete aufnehmen.
Im Frühjahr 1916 kehrte Harley nach einem Streit zurück nach England. Im Juni 1916 richtete sie eine motorisierte Krankenwageneinheit der Königlich Serbischen Armee in Mazedonien ein. Im Dezember 1916 verließ sie den Dienst des Scottish Women’s Hospitals, um sich einer unabhängigen Krankenwageneinheit anzuschließen, die die Zivilbevölkerung von Monastir in Serbien (heute in der Republik Nordmazedonien), versorgte. Sie mietete ein Haus in Monastir, wo sie am 7. März 1917 durch einen Granatenbeschuss getötet wurde.

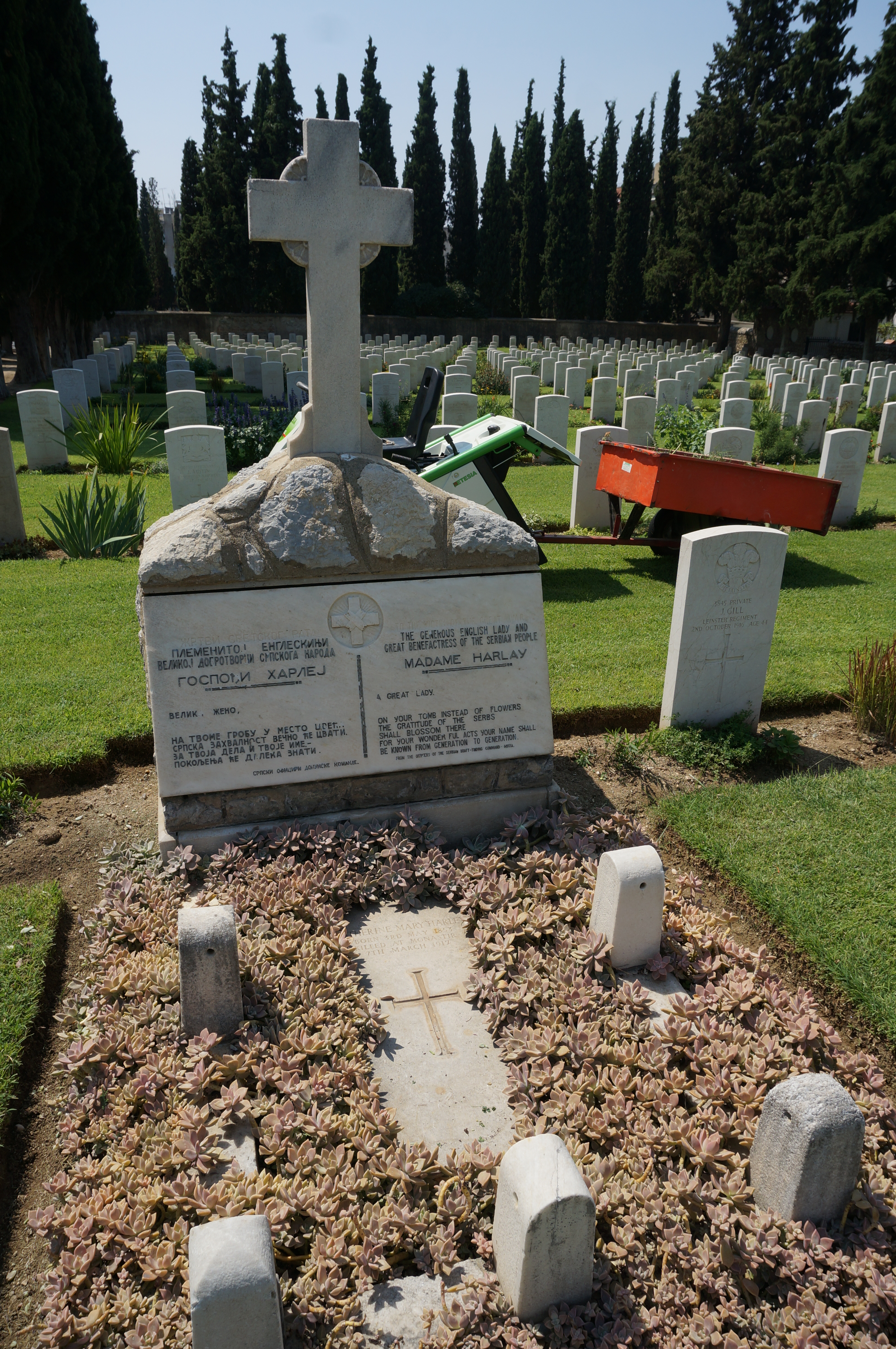
Grab von Katherine Mary Harley

Sie wurde am 10. März auf dem Militärfriedhof in Thessaloniki beigesetzt. An ihrer Beerdigung nahmen der Kommandeur der britischen Streitkräfte auf dem Balkan, George Milne, 1. Baron Milne, und Kronprinz Georg von Serbien teil.

## Auszeichnungen und Ehrungen
- Croix de guerre
- Ihr Name ist auf dem Kriegerdenkmal der St. Mary’s Pfarrei in der Trinity Chapel der St. Mary’s Church in Shrewsbury aufgeführt.
- Eine Gedenktafel, die ihr 2006 gewidmet wurde, befindet sich im heutigen Parade Shopping centre in Shrewsbury, Shropshire.
- In der Pfarrkirche von Condover in Shropshire sind zwei Gedenktafeln für Harley angebracht.